# Dinocerata
I Dinocerati (Dinocerata) sono un gruppo di mammiferi vissuti nell'Eocene in Asia e Nordamerica. 

## I primi mammiferi giganti
Questi animali, molto conosciuti per i generi Uintatherium ed Eobasileus, sono tra i primi mammiferi di dimensioni enormi ad essersi sviluppati dopo la scomparsa dei dinosauri. I dinocerati si svilupparono da antenati paleocenici di piccole dimensioni, e prosperarono per tutto l'Eocene, per poi estinguersi ed essere rimpiazzati dai titanoteri come Brontotherium. L'aspetto di molte specie ricordava vagamente quello dei rinoceronti, a causa delle strutture a forma di corna poste sul cranio di alcune specie. Il nome dinocerati significa appunto "corna terribili". Altra caratteristica comune a tutti i generi appartenenti a questo gruppo erano i denti canini molto sviluppati. 

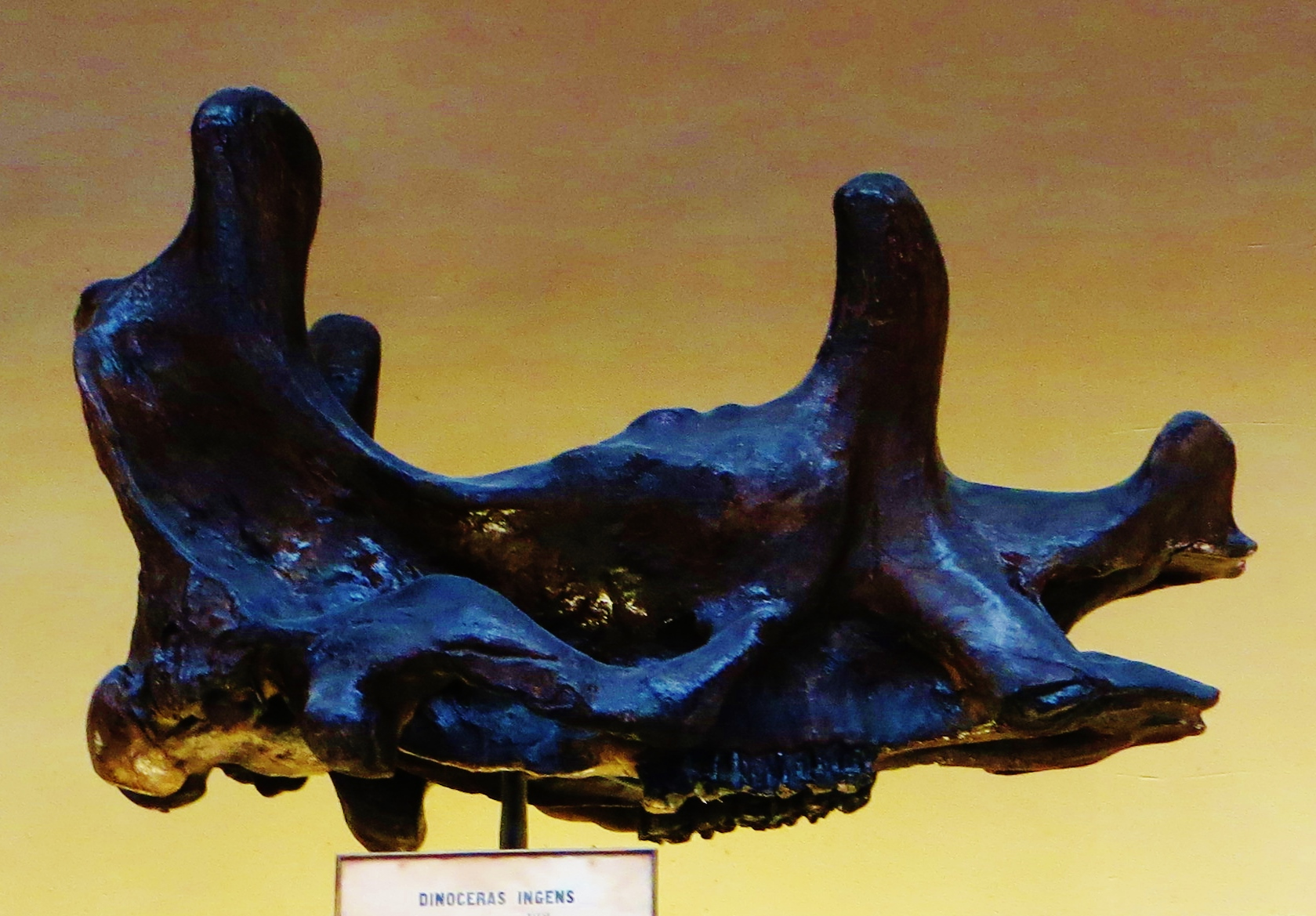
Cranio di Uintatherium mirabile

Avevano zampe pentadattile e munite di zoccoli. Benché le prime specie come Probathyopsis fossero di piccole dimensioni, le specie più tarde e famose, ad esempio Uintatherium, erano dei veri giganti lunghi anche oltre tre metri. All'interno dei dinocerati si possono riconoscere due famiglie ben distinte fra loro: i gobiateridi, dalle abitudini anfibie e dal cranio adattato alla vita semiacquatica, privo di corna, e gli uintateridi, le cui forme più grandi erano dotate anche di sei corna. Rappresentanti primitivi di questa famiglia assomigliavano vagamente ai pantodonti come Pantolambda.
- Laurasiatheria
  - Ungulatomorpha?
  - Ordine Dinocerata
    - Famiglia Uintatheriidae
      - Sottofamiglia Gobiatheriinae
        - Gobiatherium

      - Sottofamiglia Uintatheriinae
        - Prodinoceras ?
        - Probathyopsis
        - Bathyopsis
        - Uintatherium
        - Eobasileus
        - Tetheopsis